# Six Was Nine

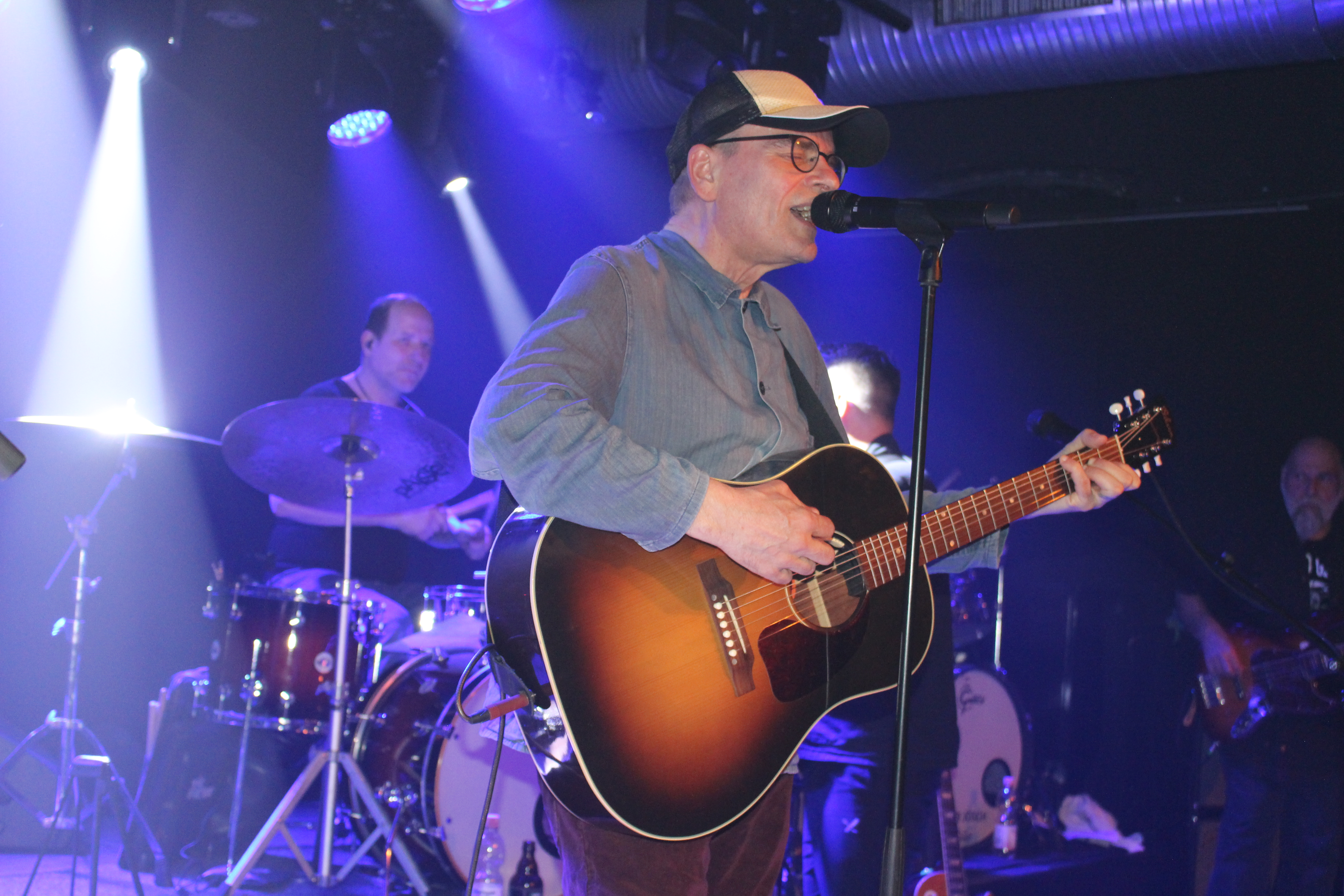
Sänger und Gitarrist Achim Degen (2024)

Six Was Nine war ein deutsches Rock-Pop- und Soul-Duo, das 1994 mit der Hit-Single Drop Dead Beautiful bekannt wurde. Der Sänger Achim Degen und der Gitarrist Markus Tiedemann gründeten die Formation in Frankenthal in Rheinland-Pfalz.

## Erfolge
Beide hatten schon zuvor in verschiedenen Bands gespielt und musikalische Erfahrungen gesammelt. 1992 brachten sie mit A Few Bold Strokes Of The Brush ihr erstes CD-Album beim Musiklabel Virgin Records heraus.
Auf dem Album Let It Come Your Way aus dem Jahr 1994 hatten sie mit Drop Dead Beautiful, geschrieben von Mick Leeson und Peter Vale, und Surprise, Surprise, geschrieben von Bobby Womack und Jim Ford, gleich zwei Titel in den Musikcharts.
In den schwedischen Charts lag Drop Dead Beautiful für zwei Wochen auf Platz 36. Das Video dazu lief bei den Musiksendern VIVA und MTV. Auch auf Samplern ist der Titel zu finden, beispielsweise bei den Bravo Hits 7. Bei diesem Album spielte vor allem die Erfahrung des Produzenten Mike Vernon eine große Rolle.
Auch mit dem nächsten Album Walk With The Spirits (1996) hatten Six Was Nine wieder zwei Singles in den Charts. Mit Mission Of Love geschrieben von Andy Goldmark, J.D. Martin und Jamie Houston sowie Searching For A Soul, geschrieben von Peter Vale, Michael Leeson, E. Chacon, und C. Pettigrew, waren Degen und Tiedemann weiter erfolgreich.
Live spielten sie mit Tommy Baldu (Drums), Harald Schneck (Keyboard), Wolfgang Harling (Bass) und Sandie Wollasch (Gesang) als „Opening Act“ der Tina Turner Wildest Dreams World Tour 96 in Belgien und den Niederlanden.

Tourpass 1996

Auch in Deutschland war die Formation bei verschiedenen Live-Auftritten zu erleben.
Auf ihrem letzten Album Zen & Now, das 1998 bei BMG herauskam, schrieben Achim Degen und Markus Tiedemann zusammen mit Michael Ries die Musik für den Teil Now. Produzent war für sieben Titel diesmal Armand Volker. Mit Turning Wheel hatten sie noch einmal einen Charterfolg zu verzeichnen, der jedoch die Auflösung des Duos nicht verhindern konnte.
Inzwischen spielen sie wieder gemeinsam bei der Band Cole.

## Diskografie

### Studioalben
| Jahr | Titel                           | Höchstplatzierung, Gesamtwochen, AuszeichnungChartsChartplatzierungen (Jahr, Titel, Platzierungen, Wochen, Auszeichnungen, Anmerkungen) | Anmerkungen                       |
| Jahr | Titel                           | DE | Anmerkungen                       |
| ---- | ------------------------------- | --- | --------------------------------- |
| 1992 | A Few Bold Strokes Of The Brush | DE—DE | Veröffentlicht bei Virgin Records |
| 1994 | Let It Come Your Way            | DE82 (4 Wo.)DE | Charteintritt am 15. August 1994  |
| 1996 | Walk With The Spirits           | DE91 (3 Wo.)DE | Charteintritt am 13. Mai 1996     |
| 1998 | Zen & Now                       | DE—DE | Veröffentlicht bei BMG            |

### Singlecharts
| Jahr | Titel Album                                | Höchstplatzierung, Gesamtwochen, AuszeichnungChartsChartplatzierungen (Jahr, Titel, Album, Platzierungen, Wochen, Auszeichnungen, Anmerkungen, Label) | Anmerkungen                        | Label  |
| Jahr | Titel Album                                | DE | Anmerkungen                        | Label  |
| ---- | ------------------------------------------ | --- | ---------------------------------- | ------ |
| 1994 | Drop Dead Beautiful Let It Come Your Way   | DE51 (23 Wo.)DE | Charteintritt am 23. Mai 1994      | Virgin |
| 1994 | Surprise, Surprise Let It Come Your Way    | DE57 (13 Wo.)DE | Charteintritt am 28. November 1994 | Virgin |
| 1996 | Mission Of Love Walk With The Spirits      | DE68 (10 Wo.)DE | Charteintritt am 4. März 1996      | Virgin |
| 1996 | Searching For A Soul Walk With The Spirits | DE69 (10 Wo.)DE | Charteintritt am 24. Juni 1996     | Virgin |
| 1998 | Turning Wheel Zen & Now                    | DE83 (9 Wo.)DE | Charteintritt am 11. Mai 1998      | BMC    |

### Weitere Titel
- Born For Trouble
- No More The Fool
- Nightingale
- You Do Me No Good
- Real Life
- No Doubt About It
- We Are Free
- Warm And Tender Love
- Won't You Be My Lover
- When You're In Trouble
- All This Loving
- Leaving On The Last Train
- Will It Go Round In Circles
- Don't Let Your Heart Turn To Stone
- Love Don't Love Nobody
- Let It Come Your Way
- She Belongs With Me
- Sweet Child
- Rubberband Man
- This Time Tomorrow
- Broken China
- Don't Say You Love Me
- Donna Lee
- Born On The Bayou
- Test Of Time
- World Outside My Door
- (Whatever Happened To) Peace, Love & Happiness
- The Right Way To Walk ?
- Work To Do
- A Place In The Sun
- If That's The Way That This Love Goes
- Karma Boomerang
- Healing
- Wonder
- Pilot
- Like A Rolling Stone
- Speed Of Light

## Ehrungen
1995 wurde Six Was Nine mit dem Echo in der Kategorie „Nationaler Newcomer des Jahres“ ausgezeichnet.